# Spoorlijn 162 (België)
Spoorlijn 162 is een Belgische spoorlijn die Namen met Aarlen verbindt, en verder door naar de Luxemburgse grens bij Sterpenich. De spoorlijn is 146,8 km lang en is het tweede deel van de verbinding Brussel-Luxemburg (het eerste deel is de spoorlijn 161 Brussel-Namen).

## Geschiedenis
De spoorlijn werd gebouwd en geëxploiteerd door de spoorwegmaatschappij Grande Compagnie du Luxembourg.
Op 15 mei 1858 werd het eerste deel van de spoorlijn, tussen Namen en Ciney officieel geopend. Op 17 juli 1858 werd de spoorlijn verlengd tot Grupont en vanaf 27 oktober 1858 kon men per trein naar Aarlen reizen. Op 14 september 1859 werd de verbinding tussen Aarlen en Luxemburgse grens bij Sterpenich geopend.
In 1873, na de overname van de Grande Compagnie du Luxembourg door de Belgische Staatsspoorwegen, werd de ganse spoorlijn op dubbelspoor gebracht. En sinds 30 september 1956 is de hele spoorlijn geëlektrificeerd met een bovenleidingsspanning van 3 kV. De spoorlijn is in ombouw naar een bovenleidingsspanning van 25 kV.

## Ombouw naar 25 kV en verhoging maximumsnelheid
De maximumsnelheid bedraagt 130 km/u. Tussen Jemelle en Forrières is de snelheid beperkt tot 100 km/u en in de bochten bij Mirwart is de snelheid beperkt tot 90 km/u. Infrabel is nu met de werkzaamheden bezig om de spoorlijn van Namen tot de grens met Luxemburg te elektrificeren met 25kV wisselspanning en de maximumsnelheid te verhogen naar 160 km/u. Sedert 2 juni 2019 is de refertesnelheid tussen Namur en Ciney verhoogd naar 160 km/h.
De enige aansluitende spoorlijn in Luxemburg met 3000 V gelijkspanning is anno 2021 omgebouwd.
Vanaf 29 augustus 2022 is het deel tussen Hatrival en de Luxemburgse grens omgebouwd en rijden de treinen onder een elektrische spanning van 25kV.

## Treindiensten
De NMBS verzorgt het personenvervoer met IC, L-, Piekuur- en ICT-treinen. 
| Serie              | Treinsoort           | Route | Bijzonderheden                                                           |
| ------------------ | -------------------- | --- | ------------------------------------------------------------------------ |
| IC 16              | Intercity (NMBS/CFL) | Brussel-Zuid – Namen – Luxemburg                                                                                      |                                                                          |
| IC 34              | Intercity (NMBS/CFL) | Aarlen – Luxemburg | Rijdt alleen op werkdagen.                                               |
| L 5750             | L-trein (NMBS)       | Namen – Sart-Bernard – Ciney                                                                                          | Rijdt in het weekend 1x/2 uur.                                           |
| L 5800RB 5800      | L-trein (NMBS / CFL) | Aarlen – Luxemburg | Rijdt niet in het weekend.                                               |
| L 5900RB 5900      | L-trein (NMBS / CFL) | Aarlen – Luxemburg | Rijdt niet in het weekend.                                               |
| L 5950             | L-trein (NMBS)       | Libramont – Bertrix – Virton – Aarlen                                                                                 |                                                                          |
| L 6150             | L-trein (NMBS)       | Ciney – Rochefort-Jemelle                                                                                             |                                                                          |
| P 7600/8600        | Piekuurtrein (NMBS)  | Rochefort-Jemelle – Namen – Brussel-Zuid                                                                              | Rijdt alleen op werkdagen. Een trein Brussel - Rochefort-Jemelle.        |
| P 7610/8610        | Piekuurtrein (NMBS)  | Libramont – Ciney | Rijdt alleen op werkdagen.                                               |
| P 7620/8620RE 8600 | Piekuurtrein (NMBS)  | [ Luxemburg – Virton ] / [ [ Aarlen – Virton – ] / [ Dinant – ] Libramont – [ Ciney ] ]                               | Een rechtstreekse trein Aarlen - Libramont. Een trein Libramont - Ciney. |
| P 7655RE 7650      | Piekuurtrein (NMBS)  | Aarlen – Luxemburg | Rijdt alleen op werkdagen.                                               |
| P 7665/7665        | Piekuurtrein (NMBS)  | Libramont – [ Virton – ] / [ Marbehan – ] Aarlen                                                                      | Rijdt alleen op werkdagen.                                               |
| P 7670/8670        | Piekuurtrein (NMBS)  | [ Namen – Sart-Bernard ] / [ Rochefort-Jemelle – [ Libramont ] / [ Rivage – Luik-Guillemins – Luik-Sint-Lambertus ] ] | Rijdt alleen op werkdagen.                                               |
| P 7675/8675RE 8650 | Piekuurtrein (NMBS)  | [ Luxemburg – ] / [ Libramont – ] Aarlen                                                                              | Rijdt alleen op werkdagen. Een trein Libramont - Aarlen.                 |
| P 7680/8680RE 8650 | Piekuurtrein (NMBS)  | [ Bertrix – Dinant ] / [ Libramont – [ Virton – ] / [ Marbehan – ] Aarlen ] / [ Athus – Luxemburg ]                   | Een trein Aarlen - Virton - Libramont. Een trein Athus - Luxemburg.      |

## Aansluitingen
In de volgende plaatsen is of was er een aansluiting op de volgende spoorlijnen:
Namen
Spoorlijn 125 Luik-Guillemins en Namen
Spoorlijn 130 tussen Namen en Charleroi-Centraal
Spoorlijn 130B tussen Namen en Ronet
Spoorlijn 130D tussen Namen en Ronet
Spoorlijn 142 tussen Namen en Tienen
Spoorlijn 142A tussen Namen en Saint-Servais
Spoorlijn 154 tussen Namen en Heer-Agimont
Spoorlijn 161 tussen Schaarbeek en Namen
Ciney
Spoorlijn 126 tussen Statte en Ciney
Spoorlijn 128 tussen Ciney en Yvoir
Marloie
Spoorlijn 43 tussen Angleur en Marloie
Rochefort-Jemelle
Spoorlijn 150 tussen Tamines en Jemelle
Libramont
Spoorlijn 163 tussen Libramont en Sankt-Vith
Spoorlijn 165 tussen Libramont en Athus
Marbehan
Spoorlijn 155 tussen Marbehan en Lamorteau
Autelbas
Spoorlijn 167 tussen Autelbas en Athus
spoorlijn tussen Autelbas en Clémency
Sterpenich
CFL 5, spoorlijn tussen Luxemburg en Kleinbettingen

## Verbindingssporen
162/1: Y Serpont (lijn 162) - Y Recogne (lijn 165), deze dubbelsporige verbindingsboog richting Bertrix werd buiten dienst gesteld in 1984 en opgebroken in 1985. De verbindingsboog zal enkelsporig heraangelegd worden; de werken zijn in 2023 begonnen en zouden in 2025 klaar moeten zijn. Doel: omleidingsroute voor goederentreinen via Ciney - Bertrix bij problemen op de normale route via Dinant; omleidingsroute voor reizigerstreinen via Bertrix - Virton bij problemen op de normale route tussen Libramont en de Luxemburgse grens.

## Kunstwerken
De spoorlijn werd aangelegd volgens de rivierbeddingen, zodat er geen tunnels dienden gegraven te worden. Dit deed men om de kosten van de aanleg te verminderen. Uiteraard zijn er wel bruggen, bijvoorbeeld om de Maas over te steken in Namen. De lijn stijgt en daalt sterk. Sommige gedeelten hebben een helling van 16 promille, zoals de helling tussen Namen en Courrière om uit de Maasvallei te klimmen en de helling tussen Mirwart en Libramont. Tussen Jemelle en Libramont klimt de lijn bijna 300 meter.

## Trivia
De zogenaamde couponnekestrein reed over deze spoorlijn. Dit was de bijnaam van de treinen richting Luxemburg die populair waren bij Belgische 'fiscale toeristen' die interesten op niet-aangegeven beleggingen gingen ontvangen in Luxemburg.